# Panamerikanische Spiele 2019/Leichtathletik – 20 km Gehen der Frauen
Das 20-km-Gehen der Frauen bei den Panamerikanischen Spielen 2019 fand am 4. August am Kennedy Park in der peruanischen Hauptstadt Lima statt.
15 Geherinnen aus zehn Ländern traten zu dem Wettbewerb an. Die Goldmedaille gewann Sandra Arenas nach 1:28:03 h, was auch ein neuer Rekord der Panamerikanischen Spiele war. Silber ging an Kimberly García mit 1:29:00 h und die Bronzemedaille gewann Érica de Sena mit 1:30:34 h.

## Rekorde
Vor dem Wettbewerb galten folgende Rekorde:
| Weltrekord        | Liu Hong        | 1:24:38 h | A Coruña, Spanien                          | 6. Juni 2015  |
| Rekord der Spiele | Lupita González | 1:29:24 h | Panamerikanische Spiele in Toronto, Kanada | 19. Juli 2015 |

## Ergebnis
4. August 2019, 8:00 Uhr
| Platz | Athletin               | Land               | Zeit (h)   |
| ----- | ---------------------- | ------------------ | ---------- |
|       | Sandra Arenas          | Kolumbien          | 1:28:03 PR |
|       | Kimberly Garcia        | Peru               | 1:29:00 SB |
|       | Érica de Sena          | Brasilien          | 1:30:34    |
| 4     | Ilse Adriana Guerrero  | Mexiko             | 1:30:54 PB |
| 5     | Ángela Castro          | Bolivien           | 1:32:15 SB |
| 6     | Noelia Vargas          | Costa Rica         | 1:33:09 PB |
| 7     | Rachelle De Orbeta     | Puerto Rico        | 1:33:31 PB |
| 8     | Karla Jaramillo        | Ecuador            | 1:33:54    |
| 9     | Martiza Poncio         | Guatemala          | 1:36:49    |
| 10    | Mary Luz Andia         | Peru               | 1:37:03    |
| 11    | Sandra Galvis          | Kolumbien          | 1:38:43    |
| 12    | Robyn Stevens          | Vereinigte Staaten | 1:40:29    |
| 13    | Rebeca Pamela Enríquez | Mexiko             | 1:41:28    |
|       | Magaly Bonilla         | Ecuador            | DSQ        |
|       | Miranda Melville       | Vereinigte Staaten | DSQ        |